# The Miracle Rider
The Miracle Rider, também conhecido como The Indian Ranger, é um seriado de 1935, produzido pela Mascot Pictures e dirigido por B. Reeves Eason e Armand Schaefer. O seriado foi o único estrelado por Tom Mix, sendo também seu último filme.

## Sinopse
Zaroff (Charles Middleton), um rancheiro e proprietário de companhia petrolífera, deseja retirar os índios Ravenhead de sua reserva para poder minerar o raro elemento X-94, um super-explosivo. O Texas Ranger Tom Morgan tenta impedi-lo e salvar a tribo.

## Elenco
- Tom Mix … Tom Morgan, Texas Ranger
- Joan Gale … Ruth
- Charles Middleton … Zaroff, rancheiro e proprietário petrolífero
- Robert Frazer … Chefe Black Wing
- Niles Welch … Metzger
- Jason Robards Sr. … Carlton (creditado como Jason Robards)
- Bob Kortman … Longboat
- Edward Earle … Christopher Adams
- Edward Hearn … Emil Janss
- Tom London … Sewell
- Edmund Cobb … Vining
- Ernie Adams … John Stelter
- Max Wagner … Morley
- Charles King … Hatton
- George Chesebro … Janss Hand

## Produção
O seriado combinava elenco e elementos dos seriados do cinema mudo, aliados à ficção científica e cliffhangers da era sonora.
Esse seriado foi o único que a Mascot produziu com 15 capítulos.
Tom Mix, cuja voz estava anasalada devido às várias fraturas repetidas no nariz e por ter uma bala atravessado sua garganta, fez vários de seus diálogos, mas algumas vezes foi dublado por Cliff Lyons.

## Capítulos
1. The Vanishing Indian
2. The Firebird Strikes
3. The Flying Knife
4. A Race with Death
5. Double Barreled Doom
6. Thundering Hoofs
7. The Dragnet
8. Guerilla Warfare
9. The Silver Road
10. Signal Fires
11. A Traitor Dies
12. Danger Rides with Death
13. Secret of X-94
14. Between Two Fires
15. Justice Rides the Plains